# Nikos Portokaloglou

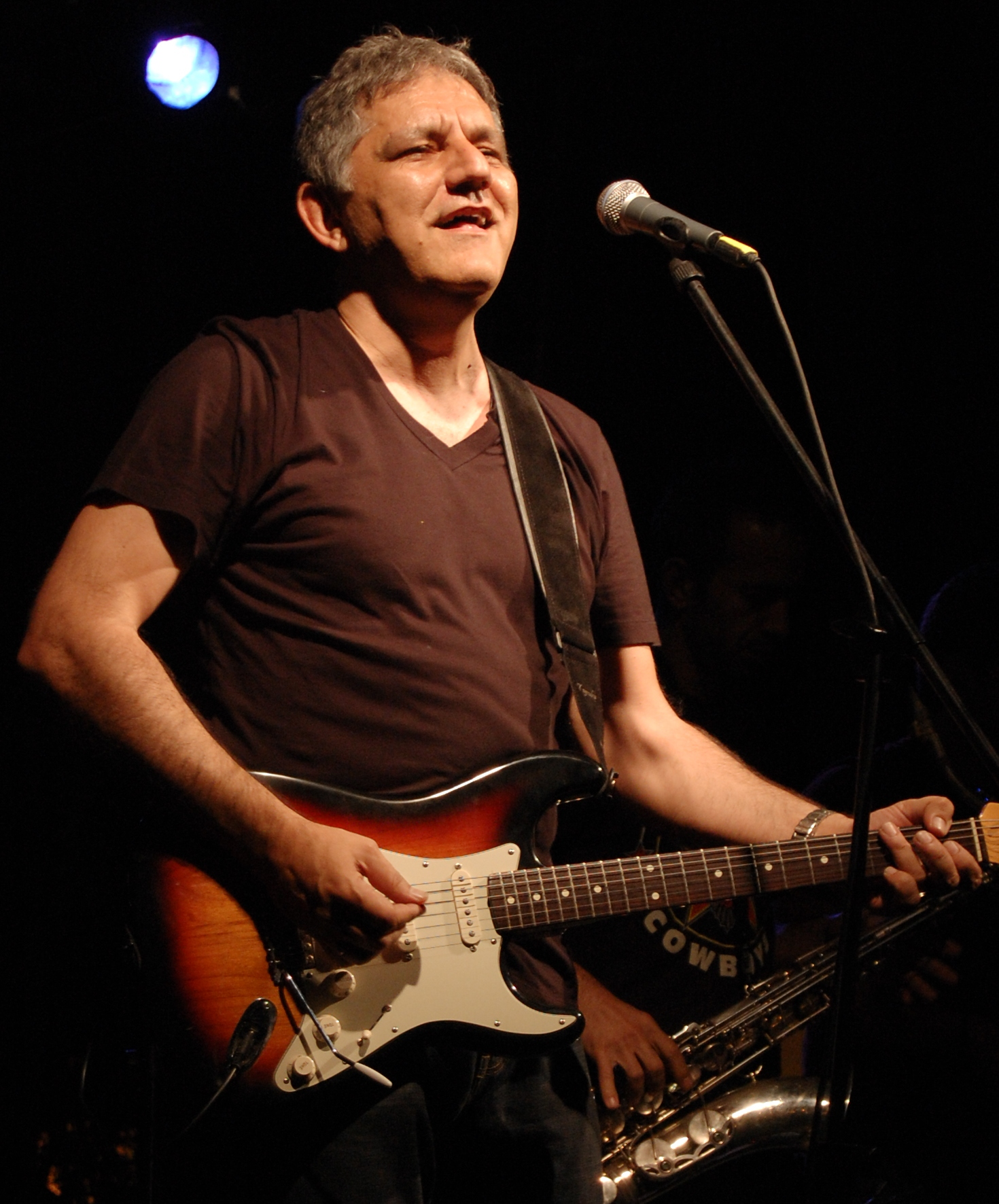
Nikos Portokaloglou, 2009

Nikos Portokaloglou (griechisch Νίκος Πορτοκάλογλου) (* 30. Dezember 1957 in Volos, Griechenland) ist ein griechischer Musiker und Liedermacher.

## Werdegang
Nikos Portokaloglou wuchs in Athen auf. Ab 1980 war er Liederschreiber und Sänger der vierköpfigen Musikgruppe Φατμέ (Fatmé), mit der er mehrere Platten veröffentlichte. Live trat die Gruppe u. a. mit Haris Alexiou und Afroditi Manou auf. Seit Auflösung der Band ist Portokaloglou seit 1990 als Solokünstler und Interpret eigener Lieder tätig. Für Filme von Pantelis Voulgaris und Sotiris Goritsas schrieb er außerdem Filmmusik.

## Diskographie

### Mit "Fatmé"
- 1982: Fatmé (Φατμέ)
- 1983: Psemmata (Ψέμματα)
- 1985: Risko (Ρίσκο)
- 1986: Vgenoume APO to tunel (Βγαίνουμε από το τούνελ)
- 1988: Taxidi (Ταξίδι)
- 1989: Palko (Πάλκο)

### Als Solokünstler
- 1990: Fones (Φωνές)
- 1991: Siko psychi mou, siko chorepse (Σήκω ψυχή μου, σήκω χόρεψε)
- 1993: Ta karavia mou keo (Τα καράβια μου καίω)
- 1996: Asotos ios (Άσωτος υιός)
- 1997: Kryfto (Κρυφτό)
- 1999: Pechnidia me ton diavolo (Παιγνίδια με τον διάβολο)
- 2001: Braziliero (Μπραζιλέρο)
- 2002: Thalassa Remixes (Θάλασσα Remixes)
- 2002: Iparchi logos sovaros (Υπάρχει λόγος σοβαρός)
- 2003: Dipsa (Δίψα)
- 2005: Pame alli mia fora (Πάμε άλλη μια φορά)
- 2005: Pame alli mia fora (Πάμε άλλη μια φορά) Special edition
- 2006: To potami (Το ποτάμι)
- 2006: Ena vima pio konta (Ένα βήμα πιο κοντά)
- 2007: Ektos schediou (Εκτός σχεδίου)
- 2008: I svura ke alles istories (Η σβούρα και άλλες ιστορίες)
- 2009: Strofi (Στροφή)
- 2010: Apopse ine orea (Απόψε είναι ωραία)
- 2012: Issos (Ίσως)
- 2014: Limania xena (Λιμάνια Ξένα)
- 2017: Eisitirio (Εισιτήριο)

### Singles (Auswahl)
- 1991: Klino Ki Erhome (mit Dimitris Mitropanos)
- 1993: Na Me Prosecheis (mit Eleni Tsaligopoulou)
- 1993: Ta Karavia Mou Kaio
- 2001: Thalassa Mou Skoteini (mit Andriana Babali)
- 2010: Star Tou Cinema (mit Nikos Ziogalas)
- 2010: Vassiliki (mit Nikos Ziogalas & Manolis Famelos)
- 2010: Pare Me, Apopse, Pare Me
- 2012: Ti Lathos Kano (mit Giannis Charoulis)